# Richard Stauffacher
Richard Stauffacher (* 28. August 1982) ist ein Schweizer Windsurfer.
In seiner Jugend bestritt Stauffacher Alpinskirennen, entschied sich aber im Alter von 15 Jahren ganz für das Windsurfen. 2004 nahm er seinen ersten Olympischen Spielen in Athen teil und erreichte den 24. Platz. Darauf folgen die Olympischen Spiele in Bejing 2008 (14. Rang) und die Olympischen Spiele 2012 in London (10. Rang). Des Weiteren wurde er zum Schweizer Segler des Jahres 2012 gekürt.
Stauffacher ist Mitglied des Segel Surfing Club Liechtenstein und des Segelclubs St. Moritz. Im Jahr 2013 beendete er das Masterstudium in Accounting und Finance an der Universität St. Gallen.